# شما یک دماغ زرد ندیدید؟
شما یک دماغ زرد ندیدید؟ یک داستان کودک اثر سوسن طاقدیس است. طاقدیس به‌واسطهٔ نوشتن این کتاب، جایزه پروین اعتصامی برای بهترین کتاب کودک و نوجوان را در سال ۱۳۸۵ دریافت کرد.